# 响滩镇
响滩镇，是中华人民共和国四川省巴中市平昌县下辖的一个乡镇级行政单位。2020年5月，撤销南风乡、黑水乡和福申乡，将原南风乡和原黑水乡及原福申乡万安村、永安村、玉峰村所属行政区域划归响滩镇管辖。

## 行政区划
响滩镇下辖以下地区：
响滩社区、楠木村、长梁村、龙岩村、墙园村、双梁村、五岭村、三槐村、竹山村、二龙村、龙角村、冠岭村、西桥村、石泉村、杨岭村、宝元村和元沱村。